# مايك غوندي
مايك غوندي (بالإنجليزية: Mike Gundy)‏ هو لاعب كرة قدم أمريكية أمريكي، ولد في 12 أغسطس 1967 في ميدويست سيتي في الولايات المتحدة.

## وصلات خارجية
- الموقع الرسمي
- مايك غوندي على موقع إن إن دي بي (الإنجليزية)